# Calendari xinès
El calendari xinès (農曆 en xinès tradicional i 农历 en xinès simplificat) és el calendari emprat a la Xina fins a l'any 1911, que és lunisolar a diferència del calendari gregorià, que és solar.
Avui dia a la Xina s'utilitza el calendari gregorià, però encara se n'empra el xinès per a marcar vacances tradicionals (com l'Any Nou xinès o la Festa de les Barques de Drac), en l'astrologia, o per a triar la data més propícia per a un casament. Com que cada mes segueix un cicle de la Lluna, també s'utilitza per determinar les seves fases.
A la Xina, el calendari tradicional es coneix com el "calendari agrícola" (農曆 nónglì, 农历), mentre que el calendari gregorià es coneix com a "calendari estàndard" (公曆 gōnglì, 公历), o "calendari occidental" (西曆 xīlì, 西历). Un altre nom per al calendari xinès és el "calendari Ying" (陰曆 yīnlì, 阴历), per la referència a l'aspecte lunar del calendari, mentre que el calendari gregorià és el "calendari Yang" (陽曆 yánglì, 阳历) per la referència a les seves propietats solars.

## Estructura

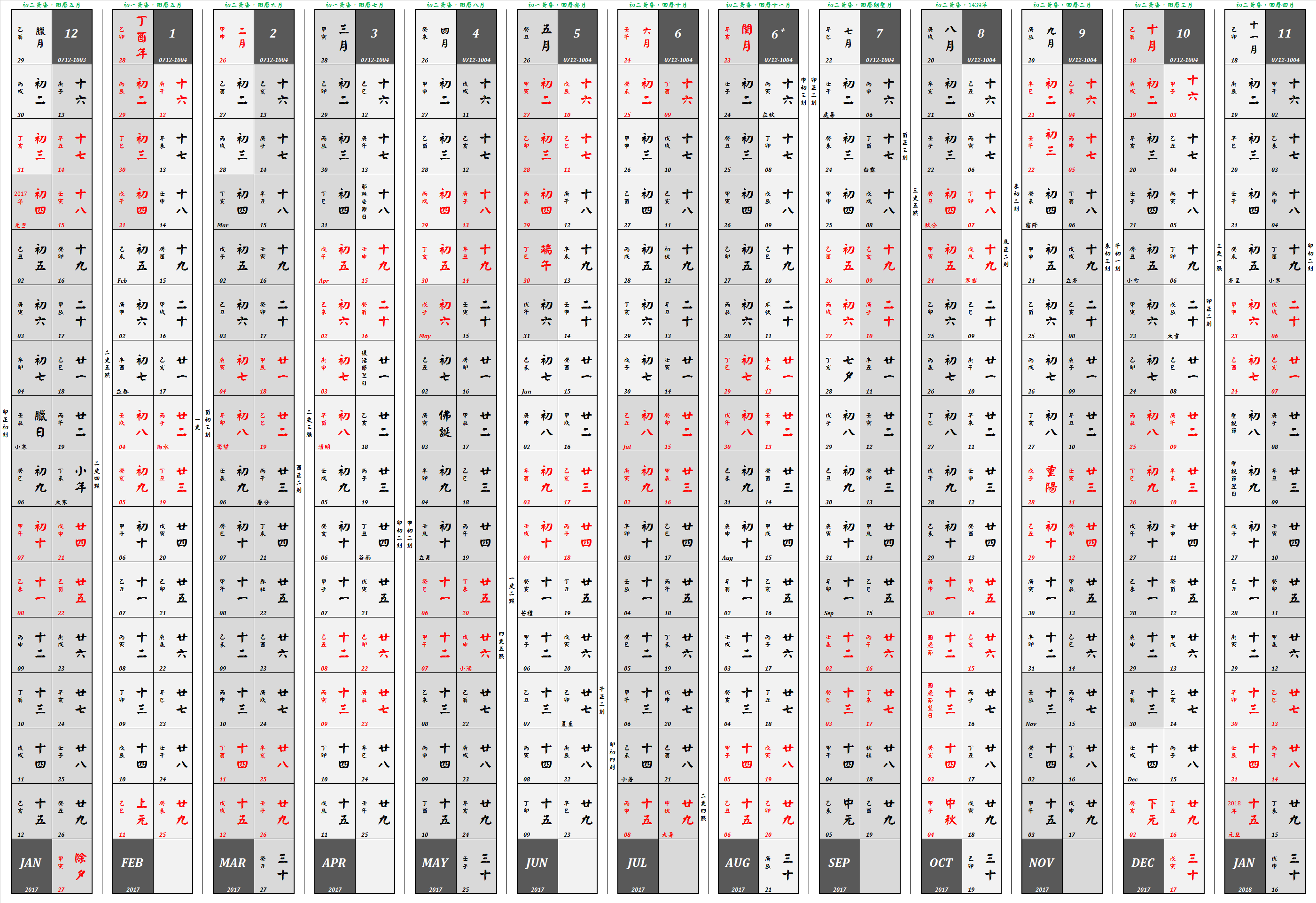
Calendari xinès de 2017

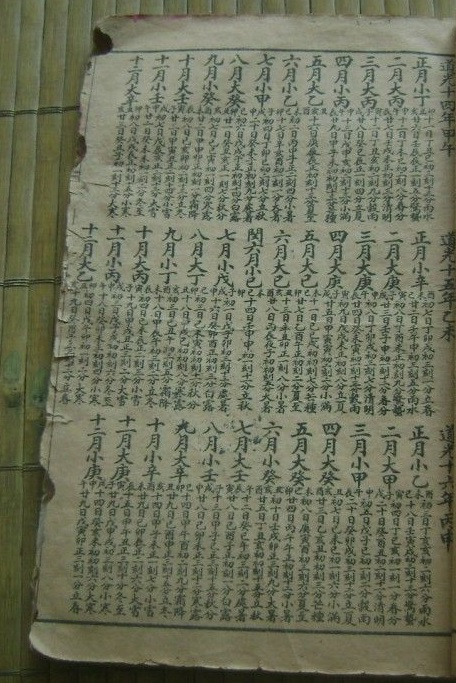
Pàgina d'un calendari xinès

El calendari xinès es divideix en dies (un dia és el temps d’una mitjanit a l’altra), sis mesos, que son el temps d'una lluna nova a la següent, de 29 dies i sis mesos de 30 dies, cosa que origina anys, que és una revolució de la Terra al voltant del Sol mesurada a partir del primer dia de primavera, l'Any Nou xinès. L'any natural té una durada de 353–355 o 383–385 dies.
No coincideix amb el calendari gregorià, que, en general, té 365 dies; i per a ajustar el cicle lunar de 354 dies al cicle solar de 365 s'inclou un mes cada 2 o 3 anys, a diferència del calendari gregorià, que hi afegeix un dia cada quatre anys.

## Història
La dinastia Shang és la primera dinastia governant de la Xina que es pot establir en la història registrada, tot i que altres dinasties en van ser anteriors; almenys al segle xiv aC havien establert l'any solar a 365 1/4 dies i la llunació a 29 1/2 dies.
L'origen del calendari fou al voltant de l'any 2637 aC, i consta de 60 anys, el regnat de l'emperador Groc distribuït en cinc cicles de dotze anys amb noms d'animals: Rata, Bou, Tigre, Conill, Drac, Serp, Cavall, Cabra, Mico, Gall, Gos i Porc, combinats amb els cinc elements (fusta, foc, terra, metall, i aigua).
Els primers calendaris eren solars, i n'hi va haver diversos: el que deriva del Wuxing, amb cinc fases de 73 dies; una altra versió és la dels quatre quarts, en què un any tenia 12 mesos i les setmanes duraven deu dies, amb un mes compost de tres setmanes i una setmana de deu dies intercalada a l'estiu segons calgués per estar al dia de l'any tropical; o el calendari equilibrat que usava la dinastia Shang, amb un any de 365,25 dies i mesos de 29,5 dies, i després de cada 16è mes, s'intercalava un mig mes.
Abans de la dinastia Zhou, s'utilitzaven encara calendaris solars. El calendari lunisolar tradicional xinès de dotze mesos es va desenvolupar entre el 771 i el 476 aC, durant el període de primavera i tardor de la dinastia Zhou oriental, que desenvolupava el cicle metònic de 19 anys amb un total de 235 mesos, i durant aquest cicle de 19 anys hi havia set intercalacions de mesos. L'altre mètode, que es va abandonar poc després que Shang comencés a adoptar-lo, consistia a inserir un mes extra entre dos mesos d'un any normal.
L'any 104 aC, Sima Qian va escriure el Taichuli –que es pot traduir com El primer calendari–, una obra basada en el calendari Qin. El Taichuli va ser un dels calendaris més avançats d'aquella època i la seva creació es considerà com una revolució pel que fa al calendari xinès tradicional, ja que Qian afirmava que existeixen 365,25 dies en un any i 29,53 dies en un mes.
El 15 de desembre de 1610 els astrònoms xinesos de l'Observatori de Pequín van equivocar-se en la predicció d'un eclipsi de sol, però les dades facilitades per Sabatino de Ursis van ser correctes, en una predicció que va ser la primera feta a la Xina per un jesuïta. Com a resultat d'aquests fets Xu Guangqi va convèncer l'emperador Wanli que encarregués la reforma del calendari als jesuïtes, feina que van començar Sabatino i Diego de Pantoja, projecte que més endavant van abandonar per l'oposició dels astrònoms locals.

## Actualitat
La República de la Xina (1912–1949) va adoptar oficialment el calendari gregorià el 1912, però per tal de poder conservar certs costums populars i a causa de l'ocupació del nord de la Xina pels senyors de la guerra, fins a l'1 de gener del 1929 no es va aplicar a tot l'estat. També es va adoptar com a hora oficial la dels primers ports oberts als occidentals, a la costa est (120° de longitud est), i no la de Pequín.

### Dia, hora, i setmana
En el calendari xinès, els dies començaven a mitjanit i acaben a la mitjanit següent, però les persones tendeixen a considerar que el dia comença a l'alba. A la Xina antiga, el temps es dividia segons el sistema shí-kè i gēng-diǎn. Per exemple: hi ha 12 shí i 100 kè o 10 gēng i 60 diǎn o 6.000 fēn en un dia.
Actualment, els dies es divideixen amb el sistema hora-minut-segon i s'agrupen en setmanes de 7 dies i els dies de la setmana es marquen amb el nombre ordinal exceptuant el diumenge.
| EstilCatalà equivalent | Estil 1         | Estil 1                  | Estil 1       | Estil 2      | Estil 2         | Estil 2     | Estil 2        | Estil 2 | Estil 2        |
| ---------------------- | --------------- | ------------------------ | ------------- | ------------ | --------------- | ----------- | -------------- | ------- | -------------- |
| EstilCatalà equivalent | 漢字            | Significat               | Pinyin        | 読み Japonès | Significat      | Hiragana    | Transliteració | Coreà   | Transliteració |
| Diumenge               | 星期日 O 星期天 | Dia icònic de la setmana | Xīngqī/qí rì  | 日曜日       | Dia del sol     | にち よぅび | Nichi yōbi     | 일요일  | Il yoil        |
| Dilluns                | 星期一          | Primer dia de la setmana | Xīngqī/qí yī  | 月曜日       | Dia de la lluna | げつ よぅび | Getsu yōbi     | 월요일  | Wol yoil       |
| Dimarts                | 星期二          | Segon dia de la setmana  | Xīngqī/qí èr  | 火曜日       | Dia de Mart     | か よぅび   | Ka yōbi        | 화요일  | Hwa yoil       |
| Dimecres               | 星期三          | Tercer dia de la setmana | Xīngqī/qí sān | 水曜日       | Dia de Mercuri  | すい よぅび | Sui yōbi       | 수요일  | Su yoil        |
| Dijous                 | 星期四          | Quart dia de la setmana  | Xīngqī/qí sì  | 木曜日       | Dia de Júpiter  | もく よぅび | Moku yōbi      | 목요일  | Mog yoil       |
| Divendres              | 星期五          | Cinquè dia de la setmana | Xīngqī/qí wǔ  | 金曜日       | Dia de Venus    | きん よぅび | Kin yōbi       | 금요일  | Geum yoil      |
| Dissabte               | 星期六          | Sisè dia de la setmana   | Xīngqī/qí liù | 土曜日       | Dia de Saturn   | ど よぅび   | Do yōbi        | 토요일  | A yoil         |

## Festivitats
L'Any Nou xinès, anomenat Festa de Primavera a la Xina continental, és el primer dia del primer mes del calendari lunar. Antigament es deia "Jingdan" ('Dia d'Any Nou'), Tết Nguyên Đán al Vietnam i 설날 a Corea del Sud. L'any nou lunar és la festa més solemne de l'any, i se celebren festes a la Xina continental, Hong Kong, Macau, Taiwan, Vietnam, Corea del Sud, Filipines, Malàisia, Singapur, Indonèsia i el barri xinès de l'estat de Nova York.
La Festa Shangsi, que és el tercer dia del tercer mes del calendari lunar, s'anomena 삼짇날 a Corea del Sud.
El cinquè dia del cinquè mes del calendari lunar, la Festa de la barca del Drac, es diu Tết Đoan Ngọ al Vietnam i 단오 a Corea.
Qixi, el Sant Valentí (o Sant Donís) xinès és la nit del setè dia del setè mes lunar, que es diu Thất tịch al Vietnam i 칠석 a Corea del Sud. Celebra, anualment, la trobada entre el traginer i la teixidora que es narra en la mitologia xinesa.
La Festa Doble Ninth és el novè dia del novè mes del calendari lunar, s'anomena Tết Trùng Cửu al Vietnam.
La Festa de les Llanternes i la Festa de Shangyuan són el 15è dia del primer mes lunar. Al Vietnam es diu Tết Thượng Nguyên i a Corea del Sud es diu 대보름 (大 보름).
La Festa de Zhongyuan, que és el 15è dia del setè calendari lunar, es diu Tết Trung Nguyên o Lễ Vu Lan al Vietnam i 백중 o 망혼 일 (Dia dels morts) a Corea del Sud. En aquesta festa, els fantasmes i esperits, inclosos els ancestres morts, surten de l'inframon.
La Festa de la Mitja Tardor, el quinzè dia del vuitè mes lunar, s'anomena Tết Trung Thu al Vietnam i 추석 a Corea del Sud.
La Festa Xia Yuan, que és el 15è dia del desè mes del calendari lunar, s'anomena Tết Hạ Nguyên (Jie Xia Yuan) al Vietnam.
La Festa de Laba és el vuitè dia del dotzè mes lunar (desembre). La Festa del Sacrifici, també coneguda com Xiaonian, és el 23è (nord) o el 24è (sud) del dotzè mes lunar del calendari lunar. Es diu Tết Táo Quân al Vietnam. La nit de Cap d'Any, la vigília del primer dia del primer mes lunar, és l'última nit de l'any natural lunar. Aquestes tres festes se solen considerar les festes més grans per a la preparació i l'elaboració de l'any nou lunar.
Les festes definides pels termes solars solen tenir fortes característiques estacionals, sobretot prop dels termes solars més evidents de l'equinocci de primavera, de l'equinocci de tardor, del solstici d'estiu i del solstici d'hivern. Qingming és el primer terme solar immediatament després de l'equinocci de primavera. Hi ha la Societat de Primavera, el cinquè dia després del començament de la primavera, al voltant de l'equinocci de primavera; la Festa del Menjar Fred, el 105è dia després del solstici d'hivern, al voltant de Qingming, a Corea es diu 한식 (menjar fred), i el Festival de Ching Ming, el dia de Ching Ming, al Vietnam es diu Tết Thanh Minh (Festival Ching Ming).
A l'estiu hi ha la Festa del Solstici d'Estiu, també conegut com a "Festival d'estiu"; és una festa tradicional xinesa i es valora especialment al nord de la Xina. Abans de la dinastia Qing, especialment amb la dinastia Song, les vacances oficials es deien "Festa de la dinastia" durant la dinastia Liao.
A la tardor, hi ha la Societat de la Tardor, el cinquè dia després del començament de la tardor, al voltant de l'equinocci de tardor.
A l'hivern el dia del solstici d'hivern, també s'anomena "Any petit", al Vietnam es diu Lễ hội Đông Chí i a Corea del Sud s'anomena 동지.